# 牧人寻羊的比喻

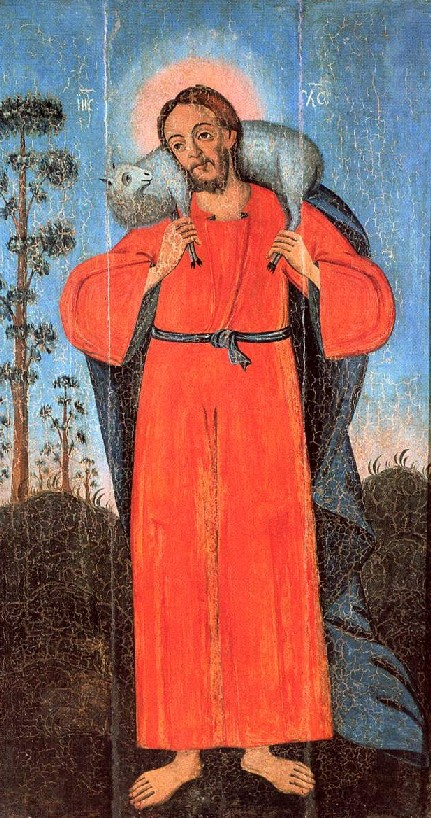

牧人寻羊的比喻是《新约圣经》中记载的耶稣的比喻之一，见于《马太福音》第18章第12-14节和《路加福音》第15章第3-7节。这个比喻也出现在伪经《多马福音》第107章。它在《希伯来圣经》里可能的parallels是Ez 34:6–12和Ps 119:176。

## 圣经译文
|                               | 18:12 你们怎么看？一个人若有一百只羊，其中一只走迷了路，他岂不把这九十九只撇在山上，去找那迷路的么？ 18:13 若是找着了，我实在告诉你们，他为这一只欢喜，比为那没有迷路的九十九只欢喜还大。 18:14 你们在天上的父，也是这样不愿意这小子里失丧一个。 |
| ——《马太福音》第18章第12-14节 | |

|                             | 15:1 众税吏和罪人都挨近耶稣，要听祂。 15:2 法利赛人和经学家纷纷的唧咕议论说，这个人接待罪人，又同他们吃饭。 15:3 耶稣就对他们讲了这个比喻说， 15:4 你们中间谁有一百只羊，失去其中的一只，不把这九十九只撇在旷野，去找那失去的，直到找着么？ 15:5 找着了，就欢欢喜喜的扛在自己肩上，回到家里， 15:6 召齐朋友、邻舍，对他们说，和我一同欢喜吧，因为我失去的那只羊已经找着了。 15:7 我告诉你们，一个罪人悔改，在天上也要这样为他欢喜，比为九十九个不用悔改的义人欢喜更大。 |
| ——《路加福音》第15章第3-7节 | |

## 上下文
牧人寻羊的比喻是《路加福音》第15章中耶稣讲的三个比喻中的第一个，用来回应法利赛人和经学家对耶稣接待罪人，并同他们吃饭的批评。下面的三个比喻都是说到丢失某个宝贵的事物，然后寻找回来。

## 介绍
这个比喻说到一个牧人如果丢失了一只羊，他会撇下那九十九只，而去寻找丢失的羊。当他找到时会非常喜乐，和朋友一起庆祝。这时，这只失去的羊就比其他的羊更重要。 